# Монтанье
Монтанье (от фр. Montagnais, букв.: «горцы») — одна из двух основных субэтнических групп индейского народа инну, населяющих п-ов Лабрадор. 
Монтанье традиционно проживали на холмах северных берегов реки и залива Св. Лаврентия. В отличие от родственных им, но более северных наскапи, которые долгое время вели кочевой образ жизни, жизнь и быт монтанье отличались большей привязанностью к определённому месту. По оценке на 2003 г., в Канаде проживало 15 000 монтанье; почти все — в современном регионе Кот-Нор в северо-вост. Квебеке. 
Родной язык монтанье называется инну-аймун. 

## История
В XVII монтанье установили тесные культурно-языковые контакты с французскими колонистами, приняли католичество и стали пользоваться французским языком как вторым. Более северные наскапи были изучены позже британскими колонистами, а потому они, в основном, англикане и чаще пользуются английским языком. 